# Río Santo Cristo
El río Santo Cristo es un río brasileño que discurre por el estado de Río Grande del Sur. Integrante de la Cuenca del Plata, nace en el municipio de Giruá y desemboca en el río Uruguay, al sur de la ciudad de Porto Mauá.
- Datos: Q3432647